# Marie-Chantal von Griechenland
Marie-Chantal Miller (* 17. September 1968 in London) ist eine englische Designerin und Illustratorin. Sie ist die Ehefrau von Paul von Griechenland, der bis zur Abschaffung der Monarchie in Griechenland 1973 deren Thronfolger war. Ihre offizielle Anrede in Dänemark lautet: „Ihre Königliche Hoheit Kronprinzessin Maria-Chantal von Griechenland, Prinzessin von Dänemark“.

## Leben
Marie-Chantal Miller ist die Tochter des Milliardärs Robert Warren Miller und seiner Ehefrau Maria Clara Pesantes. Ihr Vater machte durch die Flughafen-Duty-free-Shops ein Vermögen. Sie hat zwei Schwestern: Pia-Christina (* 1966; war von 1992 bis 2005 mit Christopher Getty verheiratet und hat mit ihm vier Kinder) und Alexandra-Natasha (* 1972; war von 1998 bis 2002 mit Alexander Egon Prinz von Fürstenberg, Sohn der Modedesigner Egon und Diane von Fürstenberg, verheiratet und hat mit ihm zwei Kinder).

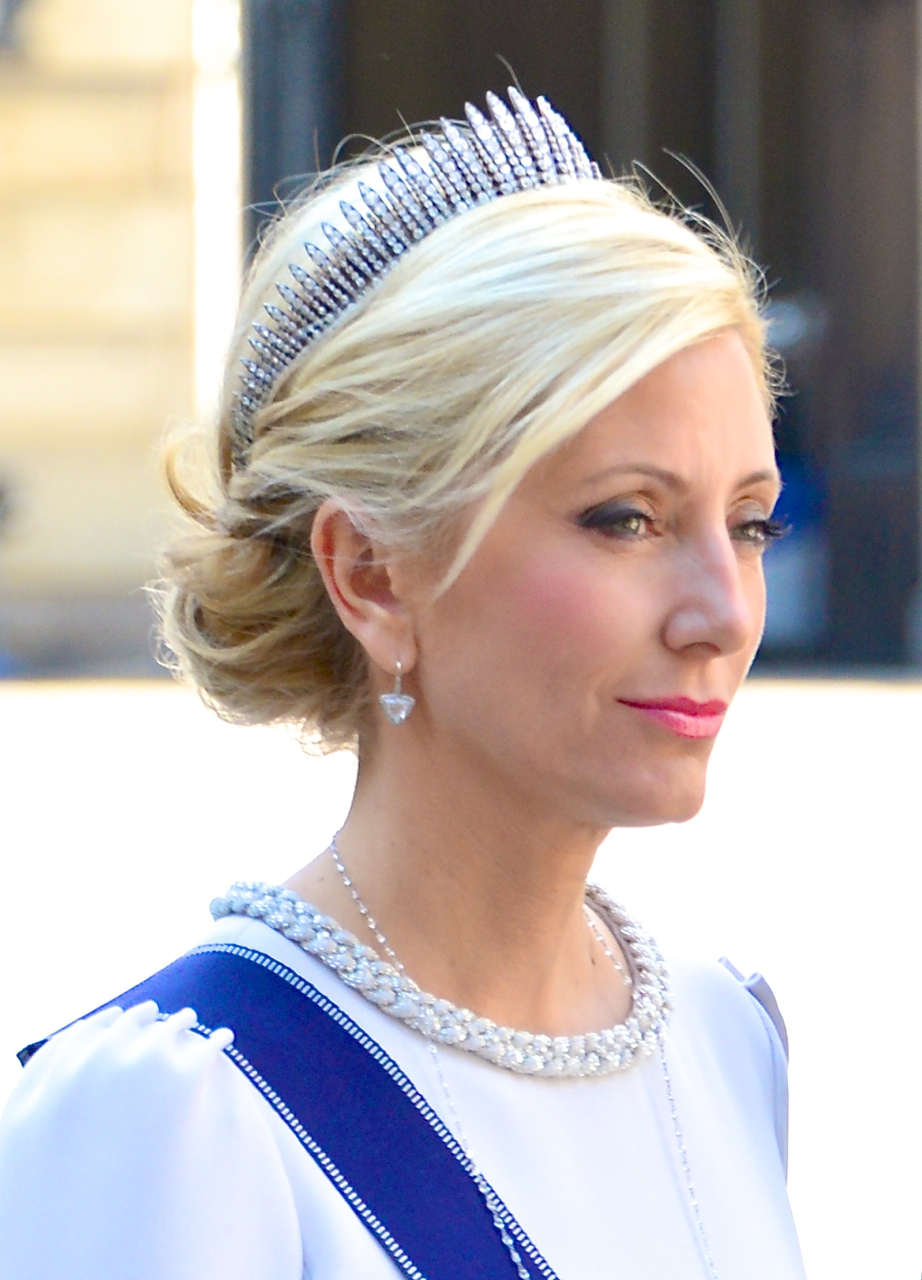
Kronprinzessin Marie-Chantal von Griechenland (2013)

In den ersten zehn Jahren lebte sie mit ihrer Familie in Hongkong und besuchte dort von 1973 bis 1977 die Grundschule. Von 1977 bis 1982 besuchte sie das Internat Le Rosey in der Schweiz. Nach ihrem Abitur studierte sie von 1983 bis 1986 in Paris und von 1987 bis 1994 in New York Kunstgeschichte.
Seit 2000 arbeitet sie als Designerin für Kinderkleidung unter dem Label Marie Chantal LLC. Außerdem schreibt sie und illustriert Kinderbücher. Sie ist Vorsitzende verschiedener gemeinnütziger Organisationen.
1992 lernte sie Paul von Griechenland kennen, den sie am 1. Juli 1995 in London heiratete. Mit ihm hat sie fünf Kinder:
- Maria-Olympia (* 25. Juli 1996 in New York)
- Konstantinos-Alexios (* 29. Oktober 1998 in New York)
- Achileas-Andreas (* 12. August 2000 in New York)
- Odysseas-Kimon (* 17. September 2004 in London)
- Aristidis Stavros (* 29. Juni 2008 in Los Angeles)